# Montrouge
Montrouge är en kommun i departementet Hauts-de-Seine i regionen Île-de-France i norra Frankrike. Kommunen ligger i kantonen Montrouge som tillhör arrondissementet Antony. År 2022 hade Montrouge 46 273 invånare.

## Befolkningsutveckling
Antalet invånare i kommunen Montrouge
| Referens: INSEE |